# Rudi Simon
Rudi Simon, född 23 mars  1946, är en friidrottare från Belgien. Han deltog vid olympiska sommarspelen 1968.